# I Was a Teenage Werewolf (film)
I Was a Teenage Werewolf este un film de groază american din 1957 regizat de Gene Fowler Jr.. În rolurile principale joacă actorii Michael Landon, Whit Bissell și Yvonne Lime.

## Distribuție
- Michael Landon ca Tony Rivers
- Whit Bissell ca Arlene Logan
- Yvoone Lime ca Dr. Alfred Brandon
- Malcolm Atterbury ca Charles Rivers
- Barney Phillips ca Detective Sgt. Donvan
- Robert Griffin ca Police Chief Baker
- Joseph Mell ca Dr. Hugo Wagner
- Louise Lewis ca Principal Ferguson
- Guy Williams ca Officer Chris Stanley
- Tony Marshall ca Jimmy
- Vladimir Sokoloff ca Pepe
- Kenny Miller ca Vic
- Cindy Robbins ca Pearl
- Michael Rougas ca Frank
- Dawn Richard ca Theresa